# Gang (roi de Balhae)
Pour les articles homonymes, voir Gang (homonymie).
Gang (hangeul : 강왕 ; hanja : 康王) (mort en 809) est le sixième roi du royaume de Balhae en Corée. Il a régné de 794 à sa mort,en 809.